# John Roberts (Schauspieler)

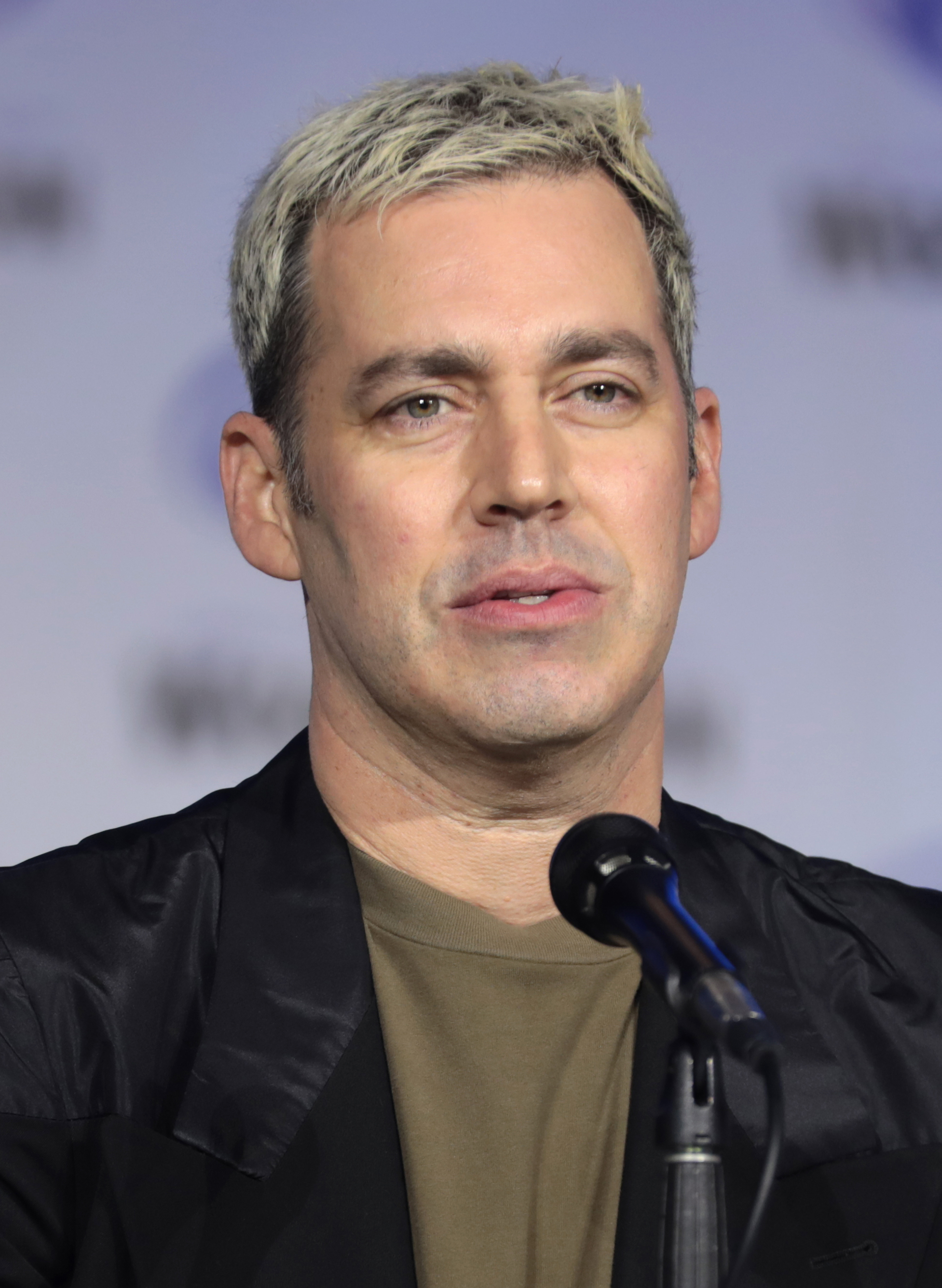
John Roberts (2022)

Jonathan „John“ Roberts (* 10. November 1979) ist ein US-amerikanischer Fernsehproduzent, Regisseur, Autor und Schauspieler. Bekannt ist er auch als Stimme von Linda Belcher in der Zeichentrickserie Bob’s Burgers. 

## Leben
John Roberts zog die Aufmerksamkeit auf sich, durch seine Interpretationen auf YouTube. Sein erstes Video Der Weihnachtsbaum (The Christmas Tree) wurde alsbald ein Comedy-Klassiker. Der Film wurde sogar für einen Emmy nominiert und besonders gewürdigt. 
Roberts Fangemeinde bei YouTube hat die Millionengrenze längst überschritten.
In der Zeichentrickserie Bob’s Burgers ist er seit dem Serienstart die Stimme von Linda Belcher, einer der Hauptfiguren. 2011 hatte Roberts einen Auftritt in der Fernsehserie Big Morning Buzz Live, wo er sich selbst spielte.  

## Filmografie
- 2009: Late Night with Jimmy Fallon (Fernsehserie, eine Folge)
- seit 2011: Bob’s Burgers (Zeichentrickserie, Sprechrolle)
- 2012: Eugene (Fernsehfilm)
- 2013: Archer (Zeichentrickserie, eine Folge, Sprechrolle)
- 2018, 2022: Die Simpsons (The Simpsons, Zeichentrickserie, zwei Folgen, Sprechrolle)
- 2024: Stress Positions